# Neuměř
Neuměř (německy Nomirschen, dříve Nohomirschen) je obec v okrese Plzeň-jih v Plzeňském kraji. Leží dvacet kilometrů severovýchodně od Domažlic a 2,5 kilometru západně od Holýšova. Žije v ní 155 obyvatel.

## Historie
První písemná zmínka o obci pochází z roku 1542.

## Obyvatelstvo
| Rok            | 1869 | 1880 | 1890 | 1900 | 1910 | 1921 | 1930 | 1950 | 1961 | 1970 | 1980 | 1991 | 2001 | 2011 | 2021 |
| -------------- | ---- | ---- | ---- | ---- | ---- | ---- | ---- | ---- | ---- | ---- | ---- | ---- | ---- | ---- | ---- |
| Počet obyvatel | 164  | 158  | 151  | 190  | 234  | 236  | 288  | 199  | 215  | 208  | 174  | 130  | 131  | 134  | 149  |
| Počet domů     | 28   | 29   | 26   | 31   | 33   | 36   | 51   | 61   | 52   | 51   | 46   | 44   | 47   | 52   | 57   |

## Obecní správa
Mezi lety 1850–1920 Neuměř patřil jako osada obce ke Kvíčovicím v okrese Horšův Týn. V letech 1921–1980 byl obcí v okrese Horšovský Týn (1921–1930), posléze v okrese Stod (1950) a později v okrese Domažlice. Od 1. května 1980 do 30. června 1984 patřil znovu jako část obce ke Kvíčovicím. Od 1. července 1984 do 23. listopadu 1990 patřil jako část města k Holýšovu a od 24. listopadu 1990 je opět samostatnou obcí. Do konce roku 2020 spadala Neuměř do okresu Domažlice, od začátku roku 2021 je součástí okresu Plzeň-jih. V letech 1961–1980 k obci patřily Všekary.

### Obecní symboly
Znak a vlajka byly obci uděleny rozhodnutím předsedkyně Poslanecké sněmovny Parlamentu České republiky dne 20. října 2022.

## Další fotografie

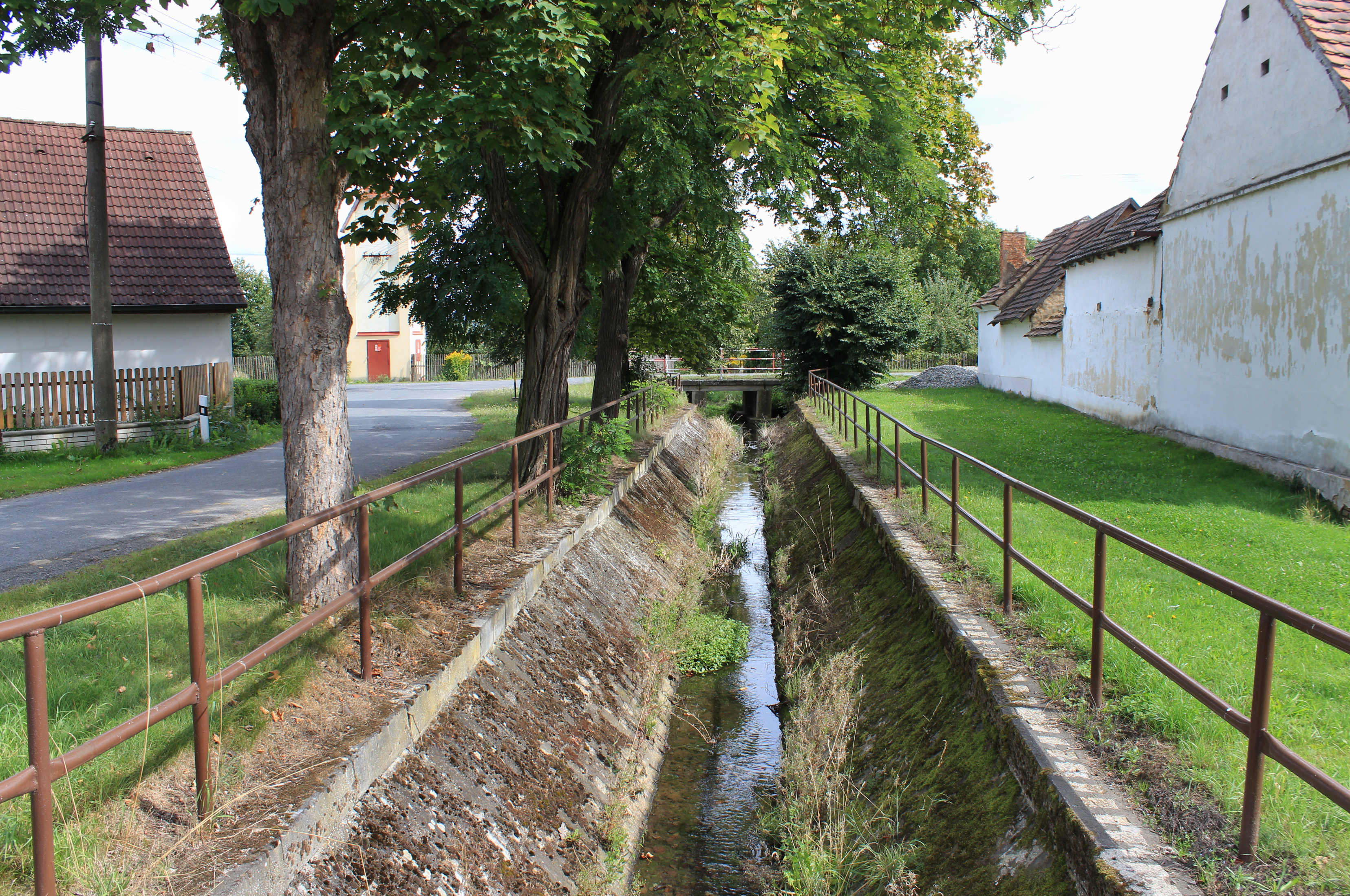
Strouha Neuměřského potoka
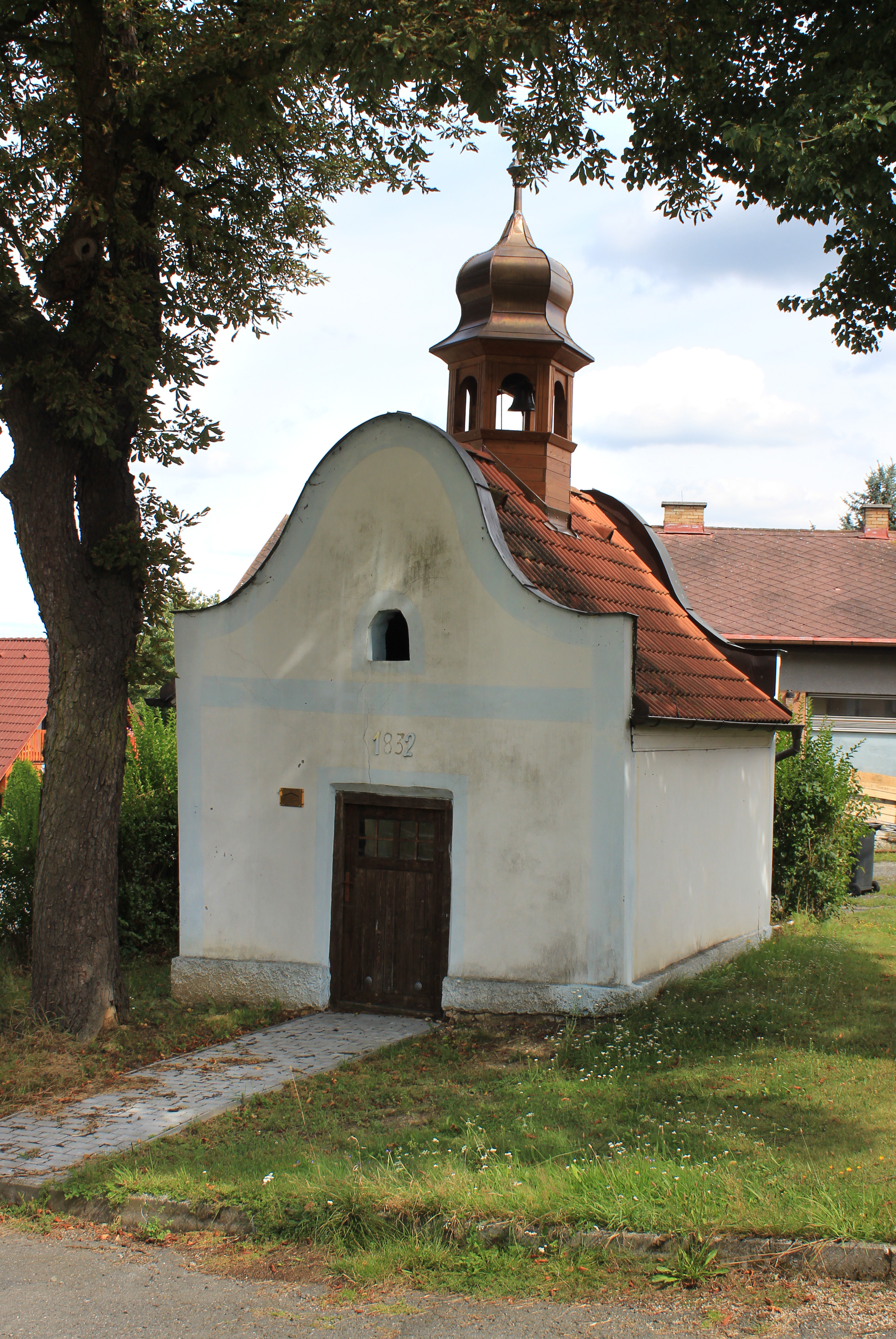
Kaple u potoka
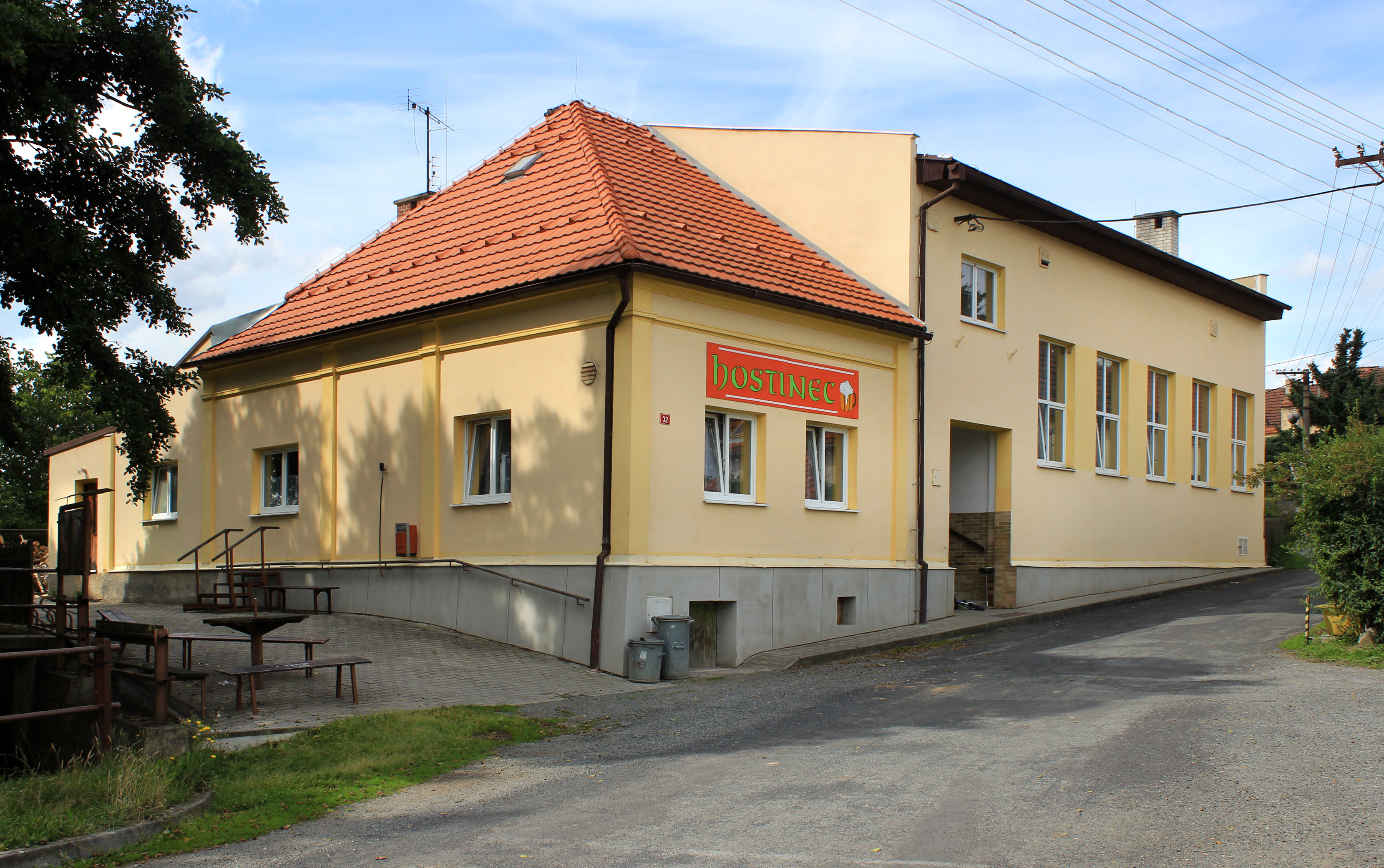
Hospoda